# Alexandra Eremia

Alexandra Georgiana Eremia (née le 19 février 1987) est une ancienne gymnaste roumaine. Elle remporte notamment la médaille d'or par équipe aux jeux olympiques d'Athènes en 2004. 